# Jean Charles de Menezes

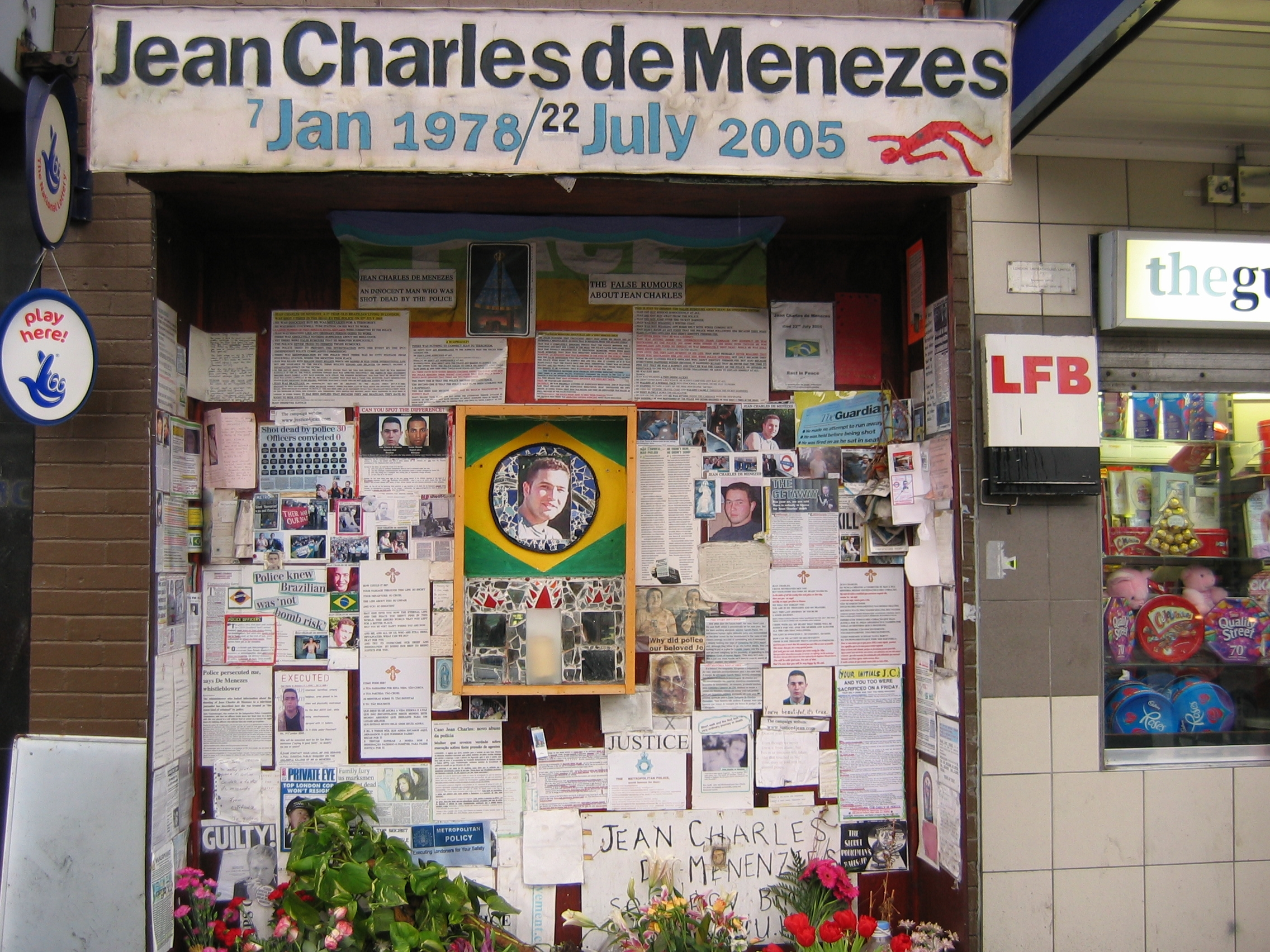
Jean Charles de Menezes

Jean Charles de Menezes (ur. 7 stycznia 1978, zm. 22 lipca 2005) był brazylijskim elektrykiem zamieszkałym w Tulse Hill na południu Londynu. Menezes został zastrzelony przez funkcjonariuszy Policji Metropolitalnej na stacji Stockwell londyńskiego metra. Urodzony w miejscowości Gonzaga w brazylijskiej prowincji Minas Gerais, mieszkał w Wielkiej Brytanii od trzech lat. Jego śmierć była wypadkiem w trakcie dochodzenia prowadzonego w sprawie zamachu w Londynie 21 lipca 2005. Później okazało się, że nie miał on żadnego związku z tamtymi wydarzeniami.

## Pościg i zabójstwo
Funkcjonariusze twierdzą, że jeszcze przed wejściem do stacji metra wzywali go do zatrzymania się. Według zeznań świadków, był w tym czasie ścigany przez około dwudziestu funkcjonariuszy ubranych po cywilnemu. Menezes zignorował ich żądania i wbiegł na stację, przeskakując bramkę, po czym zbiegł po schodach i próbował wskoczyć do pociągu. Policjanci dogonili go, pchnęli na podłogę i podczas gdy dwóch trzymało go obezwładnionego, trzeci oddał siedem strzałów w jego głowę i jeden w ramię, powodując śmierć na miejscu.
Zeznania dotyczące zachowania funkcjonariuszy są sprzeczne. Szef policji, Sir Ian Blair utrzymuje że funkcjonariusze w prawidłowy sposób wezwali Menezesa do zatrzymania się.
Mark Whitby, pasażer pociągu, do którego wbiegł Menezes, powiedział: "Jeden z nich (policjantów) miał broń, wyglądającą jak karabin automatyczny... Pchnęli go na ziemię, przycisnęli i strzelili pięć razy". Inny pasażer, Dan Copeland, zeznał: "Policjant wskoczył przez drzwi po mojej lewej i krzyknął "Wszyscy uciekać!". Ludzie zamarli na swoich siedzeniach, po czym wybiegli na zewnątrz. Gdy wyskakiwałem z wagonu na peron, usłyszałem cztery głuche wystrzały". Policjanci przyznali, że zostało oddanych osiem strzałów w głowę.
Inny ze świadków, Lee Ruston, który czekał na peronie, zeznał, że policjanci w żaden sposób nie dali do zrozumienia, kim są. 
Po ostatnich zamachach wewnętrzne wytyczne policji odnośnie do postępowania z zamachowcami-samobójcami zostały zmienione. Funkcjonariuszom nakazano strzelanie w głowę, by wyeliminować możliwość zdetonowania bomby przez rannego terrorystę.
Mieszkający z Menezesem kuzyn, Alex Pereira, potwierdził, że Jean został postrzelony w głowę. "Siłą dostałem się do kostnicy. Nie chcieli pozwolić mi go zobaczyć. Jego twarz była zniekształcona od ran i widać było, że został postrzelony w kark".
29 lipca ciało Menezesa zostało przewiezione do Gonzagi i tam pochowane.